# ملك أحمد زاهر
ملك أحمد زاهر (1 يوليو 2002 -)، ممثلة مصرية، وهي الابنة الأولى للفنان أحمد زاهر.

## حياتها
بدأت التمثيل في سن مبكر وكان أول ظهور لها في فيلم كابتن هيما في عام 2008 مع تامر حسني. من أشهر أعمالها، فيلم عمر وسلمى (2009) ومسلسل الحارة (2010)، ومسلسل القاصرات (2013)، ومسلسل نسل الأغراب (2021).
ذكر والدها أن دخول ابنتيه عالم التمثيل حدث بإقناع من صديقه المغني تامر حسني حيث اشتركتا معه في فيلم كابتن هيما، ولكنهما ستتوقفان لحين بلوغهما سن الرشد والوقوف على رغبتهما في استكمال التمثيل أم الاتجاه إلى تخصصات أخرى.[بحاجة لمصدر]

## أعمالها

### الأفلام
- 2008: كابتن هيما (ملك)
- 2009: عمر وسلمى 2 (ملك عمر رشدي)
- 2012: عمر وسلمى 3 (ملك عمر رشدي)
- 2022: فارس
- اوتو كروس (قريبا)

### المسلسلات
- 2010: الحارة (مى)
- 2013: القاصرات (القاصرة رباب)
- 2020: لؤلؤ (منة طارق نصار)
- 2021: نسل الأغراب (رغدة الغريب)
- 2022: في بيتنا روبوت ج2 ( ضيفة شرف)
- 2024: محارب ( راندا )
- 2024: ازمة ثقه (مريم )
- 2025: سيد الناس (ميادة)

### المسرحيات
- 2021: عيلة لاسعة جدا ملك احمد زاهر وليلي احمد زاهر

## وصلات خارجية
- ملك أحمد زاهر على موقع IMDb (الإنجليزية)
- ملك أحمد زاهر على موقع الدهليز
- ملك أحمد زاهر على موقع قاعدة بيانات الأفلام العربية
- ملك أحمد زاهر على موقع قاعدة بيانات الفيلم (الإنجليزية)